# Tsubasa Aoki
Tsubasa Aoki (青木 翼 Aoki Tsubasa?), född 17 november 1993 i Shizuoka prefektur, är en japansk fotbollsspelare.
Aoki började sin karriär 2015 i FC Gifu. 2019 flyttade han till Thespakusatsu Gunma.